# Kermanshah
Kermanshah este un oraș din Iran.